# Shin’ya Chiba (Fußballspieler)
Shin’ya Chiba (japanisch 千葉 真也 Chiba Shin’ya; * 3. Mai 1983 in der Präfektur Miyagi) ist ein ehemaliger japanischer Fußballspieler.

## Karriere
Chiba erlernte das Fußballspielen in der Schulmannschaft der Sendai Ikuei High School. Seinen ersten Vertrag unterschrieb er 2002 bei den Albirex Niigata. Der Verein spielte in der zweithöchsten Liga des Landes, der J2 League. Danach spielte er bei den Okinawa Kariyushi FC, Sony Sendai FC und NEC Tokin FC. Ende 2008 beendete er seine Karriere als Fußballspieler.